# Fetlar
Fetlar (del nòrdic antic, illa pròspera) és una illa d'Escòcia, situada en el grup nord d'illes en l'arxipèlag de les Shetland.
L'illa ocupa una superfície de 40'78 km² i alberga una població de 61 persones (segons el cens de l'any 2011). El punt més alt de l'illa correspon al pujol Vord Hill, de 158 msnm.. El lloc més important és Houbie, en la costa sud, que alberga el Centre d'Interpretació de Fetlar.
La part nord de Fetlar és un santuari d'aus (reserva de la RSPB), llar del Paràsit cuapunxegut, de escolopácids i mussols nivals. Fetlar posseeix restes prehistòrics de dos brochs, un fort de promontori, el cercle de pedres de Haltadans i el menhir de 2,3 m d'alt "Ripple Stone". Els ferris realitzen el viatge d'Oddsta a Fetlar, després a Gutcher en Yell i després a Belmont a l'illa d'Unst.